# Crassula mataikona
Crassula mataikona ist eine Pflanzenart der Gattung Dickblatt (Crassula) in der Familie der Dickblattgewächse (Crassulaceae). 

## Beschreibung
Crassula mataikona ist eine schwache, schlanke krautige Pflanze. Ihre 5 bis 7,5 Millimeter langen Triebe sind nicht oder nur spärlich verzweigt. Die Laubblätter stehen in entfernt stehenden Paaren zusammen und sind an ihrer Basis verwachsen. Die eiförmige-längliche oder linealische Blattspreite ist 2,1 bis 4,2 Millimeter lang.
Die wenigen, vierzähligen Blüten sind sehr winzig und sitzend oder gestielt. Die eiförmigen, zugespitzten Kronblätter sind länger als die eiförmigen, zugespitzten Kelchblätter. Die Farbe ist nicht beschrieben. Je Fruchtblatt werden ein bis zwei Samen ausgebildet.

## Systematik und Verbreitung
Crassula mataikona ist in Neuseeland verbreitet.
Die Erstbeschreibung durch Anthony Peter Druce wurde 1987 veröffentlicht. Synonyme sind Tillaea debilis Hook.f. (1852) und Crassula debilis (Hook.f.) A.P.Druce & Given (1984, nom. illeg. ICBN-Artikel 53.1).
Crassula mataikona ist nur von wenigen Exemplaren bekannt. In der Originalbeschreibung wird die Art mit Tillaea verticillaris (einem Synonym von Crassula sieberiana) verglichen.

## Nachweise